# Пальмов, Вадим Игоревич
Вадим Игоревич Пальмов (род. 13 декабря 1962, Свердловск, РСФСР, СССР) — советский, российский пианист.

## Биография
Окончил Ленинградскую консерваторию (1986), ученик Натана Перельмана. Ведет активную концертную и просветительскую деятельность, много и успешно концертирует соло и с оркестрами в городах СНГ, ближнего и дальнего зарубежья — Дании, Бельгии, Германии, Румынии, Великобритании, Латвии, Эстонии, Кипре, Греции, выступает на многих престижных международных фестивалях. Лауреат Международного конкурса исполнителей современной музыки в Мюнхене «Jacobi der Moderne».
С 2005 года Вадим Пальмов является артистическим директором Фестиваля имени Антона Рубинштейна в Санкт-Петербурге. С 2007 года доцент Высшей школы музыки Карлсруэ (Германия).
Исполняет произведения Баха, Моцарта, Бетховена. В репертуаре Вадима Пальмова есть целый ряд редко исполняемых концертов для фортепиано с оркестром: фортепианные концерты Шёнберга и Мартину, Стравинского и Мосолова, Вилла Лобоса, соната для фортепиано и струнных Салманова и др. В течение многих лет выступает в составе фортепианного дуэта с Вадимом Биберганом, исполняя сочинения В. Бибергана, Г. Белова.